# Oopsis marshallensis
Oopsis marshallensis là một loài bọ cánh cứng trong họ Cerambycidae.